# Mistral Train Models
 (janvier 2021).
Mistral Train Models est une entreprise belge spécialisée dans la conception et la fabrication de modèles réduits de trains français à l'échelle HO.
La conception est franco-belge (modélisation en 3D sur informatique de la carrosserie et des circuits imprimés) tandis que la fabrication est chinoise (moulage du plastique et assemblage des pièces détachées).

## Historique
L'entreprise ACTES Europ Express ayant pour nom commercial Mistral Train Models est fondée en 2005 par Jacques Bret.
Les premiers modèles arrivent sur le marché en 2007 et l’entreprise est rapidement reconnue pour ses innovations techniques, :
- fonctionnement en système 2 ou 3 rails sans avoir besoin de l'intervention humaine (automatique par carte électronique)[5] ;
- télécommande des modèles par téléphone portable.

En 2011, un partenariat est conclu avec le groupe Modelleisenbahn (Roco et Fleischmann), Mistral est chargé de fournir la partie électronique de modèles Roco. Le partenariat comprenait la production de deux modèles français par an produit par Mistral et vendu sous la marque Roco avec la mention Mistral comme fabricant. La distribution devait être assurée en France par l’importateur T2M
.

## Modèles
La production est tournée vers les modèles français et axée exclusivement sur le matériel roulant à l'échelle HO.
Les modèles sont déclinés en deux gammes : Silver pour un fonctionnement uniquement en analogique et Gold pour un fonctionnement en numérique avec son (LockSound). En plus des références en S ou G, cette différence est visible sur les boîtes d'emballage des produits, le logo du fabricant prenant la couleur de la gamme (argenté ou doré). Dans une moindre mesure, il existe la gamme Titanium, fonctionnant en numérique mais sans fonctions sonores (pas de haut-parleur).

### X 3800
Les premiers modèles fabriqués par la marque sont les autorails X 3800 dits "Picasso". Salués par la presse pour leur niveau de reproduction et surtout par leurs fonctions électroniques très poussées notamment sous alimentation numérique, ils sont reproduits à 13 000 exemplaires[réf. nécessaire] à partir de 2007 en 13 modèles de différentes époques et livrées : les livrées rouge et crème, avec toit rouge ou non, avec faces jaunes « Champigneulles » ou pas, en version « gris-perle et rubis », en version telles que choisies par des chemins de fer touristiques ou des associations de sauvegarde, etc.

### CC 65000

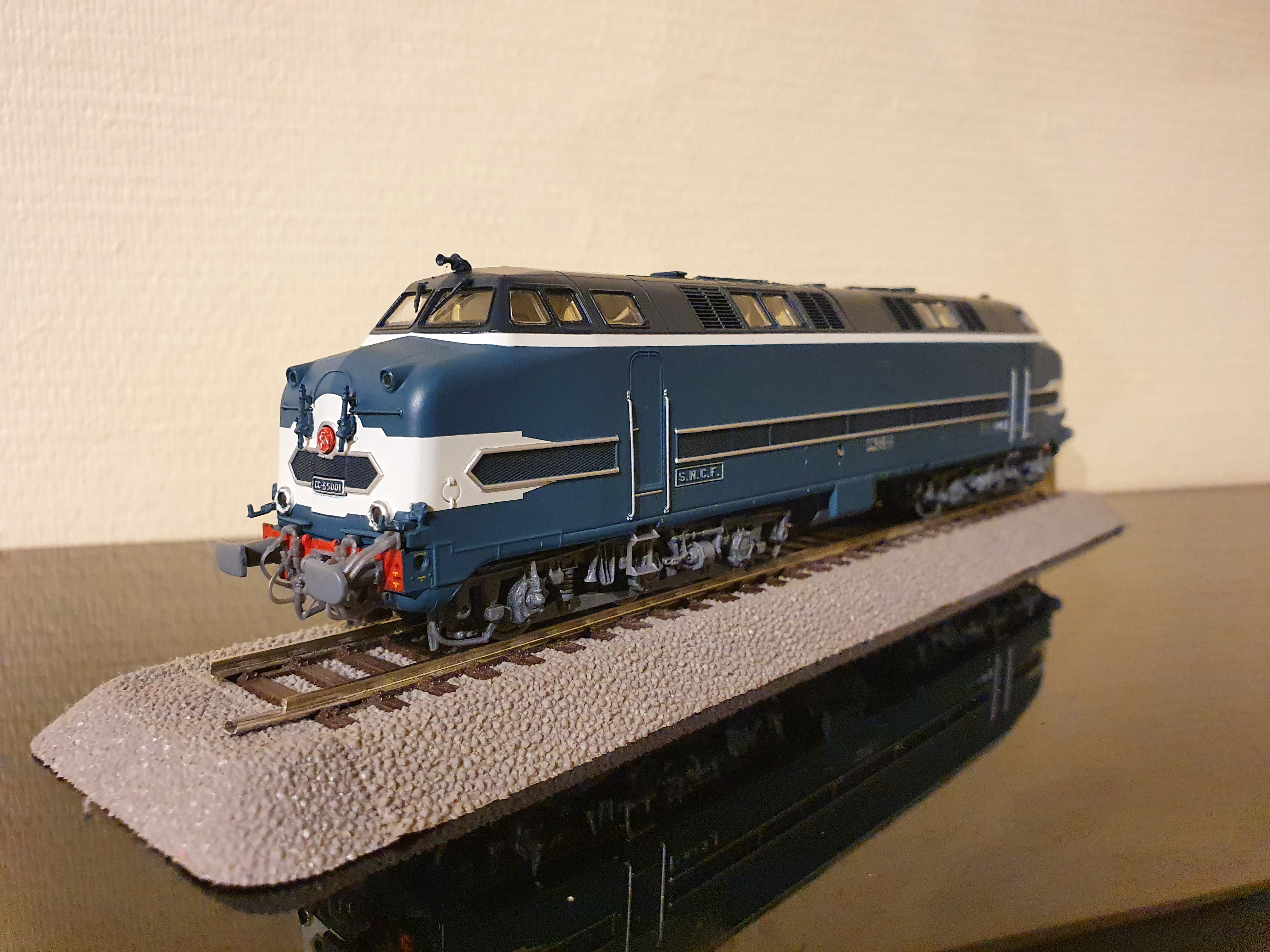
Reproduction d'une CC 65000 par Mistral à l'échelle HO.

La CC 65000 est commercialisée en décembre 2009, en cinq versions de différentes époques et réseaux : version bleu marine (désignation d'origine 060-DB) et bleu diesel (désignation CC 65000) SNCF et Cité du train, version bleu roi Trains à vapeur de Touraine, et enfin version verte Agrivap.
Ce modèle a reçu les distinctions suivantes : 
- élu modèle de l'année 2009 par les lecteurs de la revue Le Train[réf. nécessaire] ;
- promu modèle de l'année 2010 par la Fédération française de modélisme ferroviaire.[réf. nécessaire]

### X 4200
Le X 4200 est commercialisé fin 2010, 3 000 unités ont été produites[réf. nécessaire].
5 numéros différents sont reproduits, 4 en marquages SNCF (2 en sigles de classe ronds et 2 en sigles de classe rectangulaires) et un en livrée verte Agrivap.
Ce modèle a reçu les distinctions suivantes : 
- élu modèle de l'année 2010 par les lecteurs de la revue Le Train[réf. nécessaire] ;
- promu modèle de l'année 2011 par la Fédération française de modélisme ferroviaire[réf. nécessaire].

### BB-1 à 80
Les BB 1-80 ont été commercialisées à partir de février 2014,,.
Elles sont produites en versions unités simples sous 4 versions différentes, et en version unités multiples sous 2 versions différents, qui représentaient les jumelages définitifs faits sur ces engins moteurs par la SNCF en Maurienne.
3 000 unités en version unité simple ont été produites.

### Renault VH X 2000 avec remorque Decauville
Des autorails Renault VH X 2000 ont été produits, au début vendus en coffret attelés avec une remorque Decauville XR 6000 ou 7200 afin de se démarquer du modèle produit par REE Modèles.

### Ballastières
Wagons trémies à ballast de l'Infra, les trémies ont fait leur apparition sur le marché du modélisme en décembre 2009[réf. nécessaire].
Elles sont produites en 12 versions différentes (dont certaines en décoration belge en exclusivité pour la société Jocadis).
Le modèle réduit des trémies ballast a été promu wagon HO modèle de l'année 2009 par la Fédération française de modélisme ferroviaire[réf. nécessaire].